# 指状糸状虫
指状糸状虫（しじょうしじょうちゅう、学名：Setaria digitata）とは、ウシ、まれにウマの腹腔に寄生する線虫の1種。体長は♂4.4-5.2cm、♀6.8-9.0cm、中間宿主はシナハマダラカ、オオクロヤブカ、トウゴウヤブカ。指状糸状虫による疾病として、幼若虫がヒツジ、ヤギ、ウマの脳脊髄に迷入することによって発生する脳脊髄糸状虫症やウマ、ウシの眼房内に迷入することによって発生する溷晴虫症が存在する。